# Jardín de plantas aromáticas de Erlangen
El Jardín de plantas aromáticas de Erlangen (en alemán : Aromagarten Erlangen) es un jardín botánico especializado en hierbas aromáticas y medicinales de 8.900 m² de extensión. Se cultivan unas 120 especies de plantas aromáticas domésticas y exóticas que se utilizan para extraer aceites esenciales para los aromas, como drogas, especias y para hacer productos cosméticos.
Está administrado por la Universidad de Erlangen-Núremberg, que se encuentra en Erlangen, Baviera, Alemania. 
Es un bien público, diseñado con plantas aromáticas que suministra el Jardín Botánico de Erlangen de la universidad. Cuando se abrió el jardín después de dos años de construcción, en 1981, fue el primer jardín de su tipo en todo el mundo.

## Localización
Se ubica en la ciudad de Erlangen, en el área de Palmsanlage por debajo del puente de Ludwig y la Schwabach.
Aromagarten Erlangen Palmsanlage 6, D-91054 Erlangen, Bayern-Baviera, Deutschland-Alemania
Planos y vistas satelitales.49°36′9″N 11°00′56″E / 49.60250, 11.01556
Está abierto durante los meses de abril a octubre todos los días de 07:00 hasta 19.00 horas. La entrada es gratuita. Las fechas de las guías están disponibles en la página web del Jardín Botánico de Erlangen, en el enlace "Palmsanlage", una hoja de información regular del Jardín Botánico de Erlangen, son visibles las fechas de aplicación. Para los niños se ofrecen giras educativas diseñadas a su edad. En junio de cada año se lleva a cabo el "día de jardín de aroma" con visitas especiales, comida aromática y entretenimiento.

## Historia

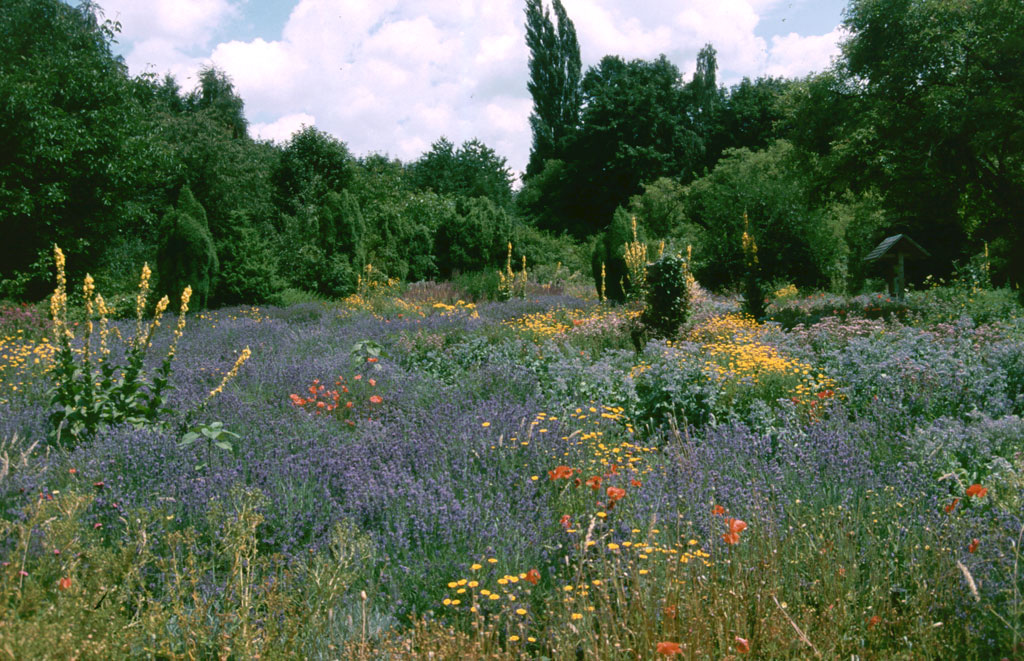
El "Aromagarten" en julio de 2007.

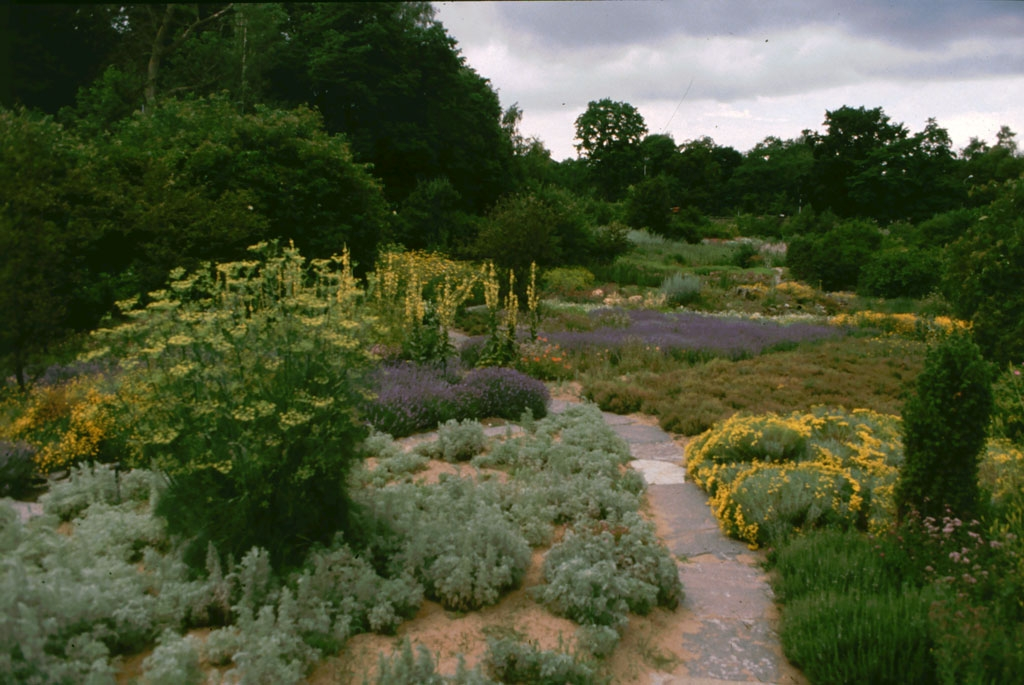
El "Aromagarten" en 1989.

El establecimiento del jardín de plantas aromáticas de Erlangen se basa en los planes y en la iniciativa del Prof. Dr. Karl Knobloch del "Instituto de Botánica y Biología Farmacéutica" en la Friedrich-Alexander-Universität Erlangen-Nüremberg.
La Universidad puso a su disposición el terreno que tenía en ese momento, el denominado como "Biegelsberger Acker" un antiguo huerto cultivable del antiguo hospital de distrito. Después de que la ciudad de Erlangen comprometió su apoyo, así como diversas compañías de la industria de las especias y farmacéuticas, la horticultura y de las numerosas donaciones de los ciudadanos tanto disponibles como prometidas, la oficina de empleo, la cofinanciación de las fuerzas del ABM. La conservación de la naturaleza y las autoridades de gestión del agua habían aceptado el proyecto sin dudarlo: Cuando la extensa planificación se había completado, se iniciaron en septiembre de 1979, los "Trabajos previos para el jardín de aromas" 
Ya en el verano de 1980 varios miles de plantas habían reverdecido en los jardines, donde las ortigas dos años antes y montones de basura todavía dominaban la escena, y algunas plantas foráneas fueron las primeras en echar raíces con éxito en suelo europeo. El 24 de julio de 1981 fue el "Aromagarten" (jardín aroma) inaugurado oficialmente y por lo tanto se puso a disposición de la población.
El diseño del jardín de plantas aromáticas sigue en primer lugar los objetivos científicos. Una parte del jardín se utiliza como experimental y otra parte es la superficie reservada para el Instituto de Botánica y Biología Farmacéutica. Aquí es posible realizar las prácticas sobre la biología de los componentes de las plantas para los estudiantes de biología, farmacia y química de los alimentos, al mismo tiempo que los estudiantes de posgrado pueden experimentar con el análisis, y también con los diversos efectos de las sustancias aromáticas.
Las plantas aromáticas forman sus sabores y aromas mediante los aceites esenciales (por ejemplo, la salvia, manzanilla, hinojo, etc), o los precursores de aromas que contienen azufre como en los cultivos de Allium (por ejemplo, la cebolla, el ajo, etc), así como los "aceites de mostaza" en las crucíferas (por ejemplo, el rábano, mostaza, rábano picante, etc), como sustancias amargas (en ajenjo, milenrama, etc), como sustancias picantes (en el pimiento rojo, dulce, etc), y por lo tanto se pueden utilizar como medicina, especias, cosmética y lubricantes para aparatos técnicos.

## Actividades
Varios departamentos de la Universidad, tal como química orgánica, fisiología y biocibernética, junto al Instituto de Botánica y Biología Farmacéutica, estaban y están muy interesados en el análisis de los componentes de estas plantas del jardín. Para poner el Ministerio Federal Alemán de Investigación y Tecnología los fondos de investigación al profesor Dr. Hans Jürgen Bestmann (conocido por sus estudios sobre los atrayentes insectos) director del Instituto de la química orgánica, para el desarrollo de los productos fitosanitarios a base de los ingredientes naturales disponibles. 
Una gran parte de los extractos necesarios se obtuvieron de las plantas del jardín de plantas aromáticas. El grupo de trabajo del Prof. Dr. Karl Knobloch del Instituto de Botánica y Biología Farmacéutica, con los fondos de investigación de diversas industrias, fue capaz de aislar los componentes activos de las plantas aromáticas y caracterizar su conocimiento y desarrollar tanto su influencia como su efecto sobre las células vivas y sus componentes aislados.
Son también beneficiarios de este jardín los ciudadanos y estudiantes interesados en plantas extranjeras, que realizan viajes especialmente a tal fin. Pues alnerga diversas especies de Artemisia, el Marrubio de América, Monarda, el Tulsi de los hindúes (Ocimum sanctum).

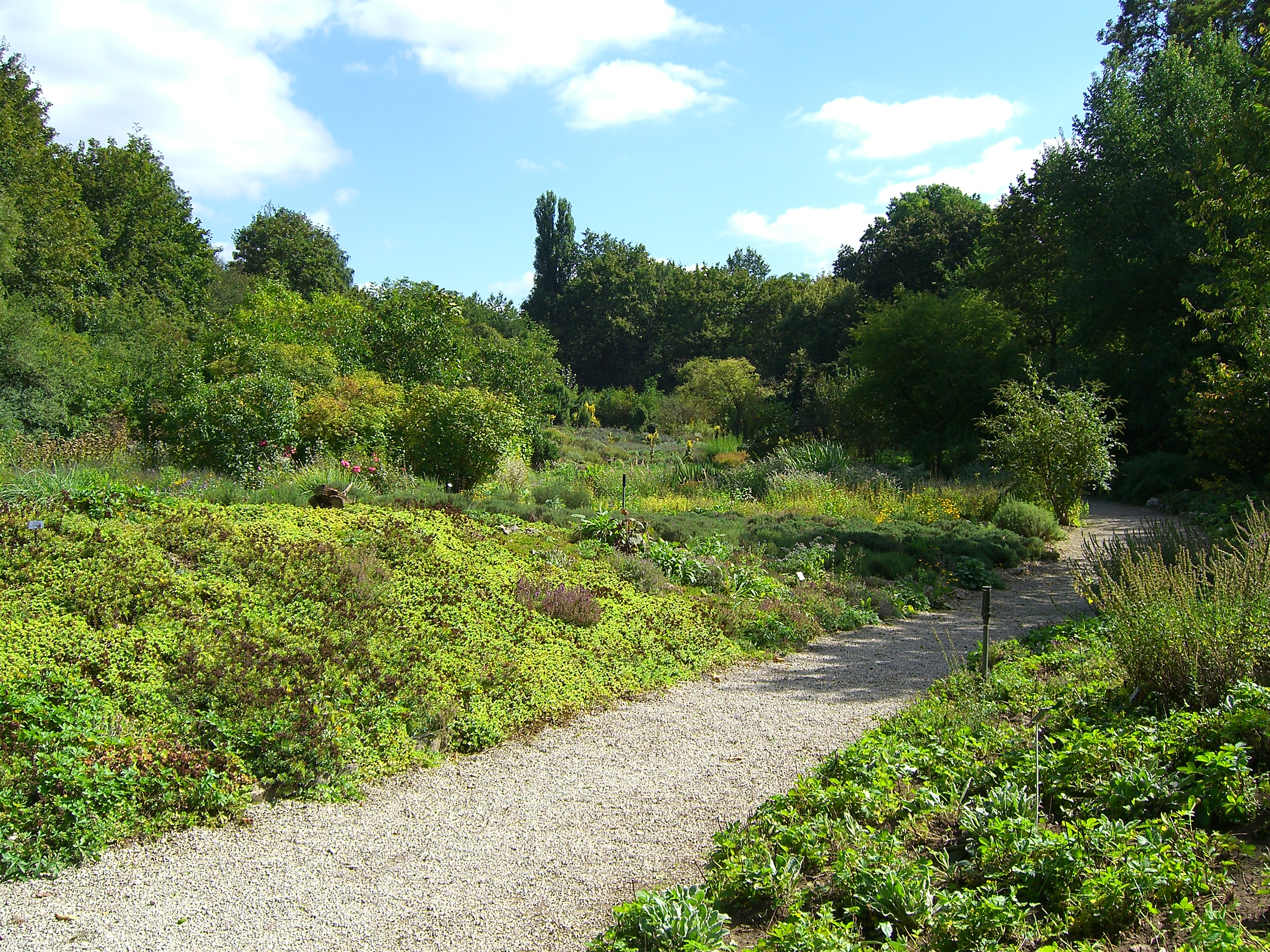
Vista del "Aromagarten Erlangen".
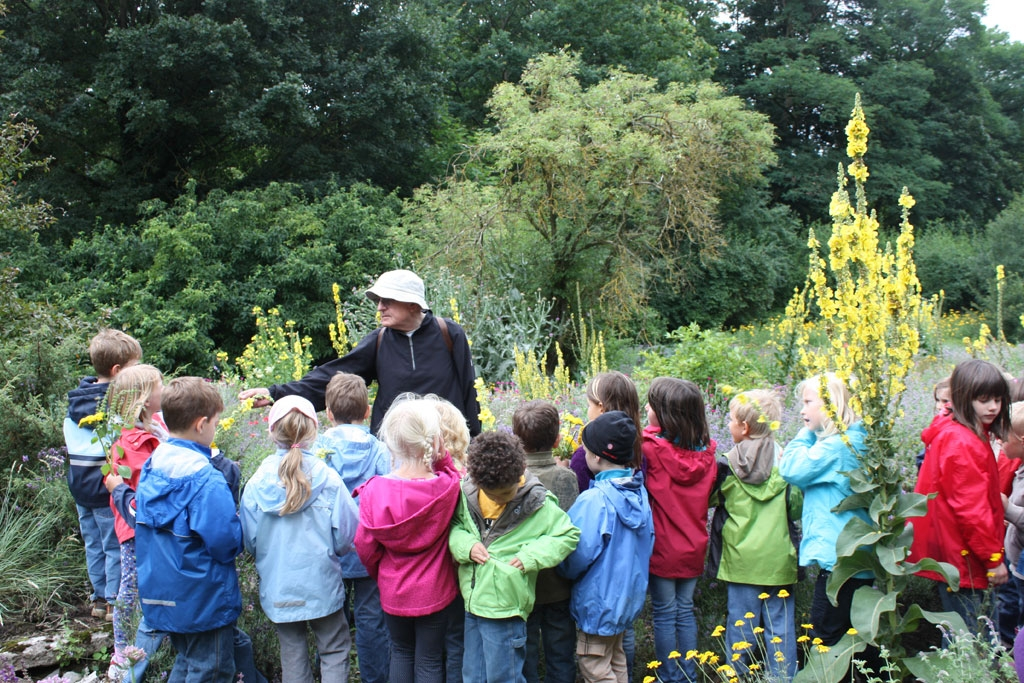
Grupo escolar en el Aromagarten Erlangen.
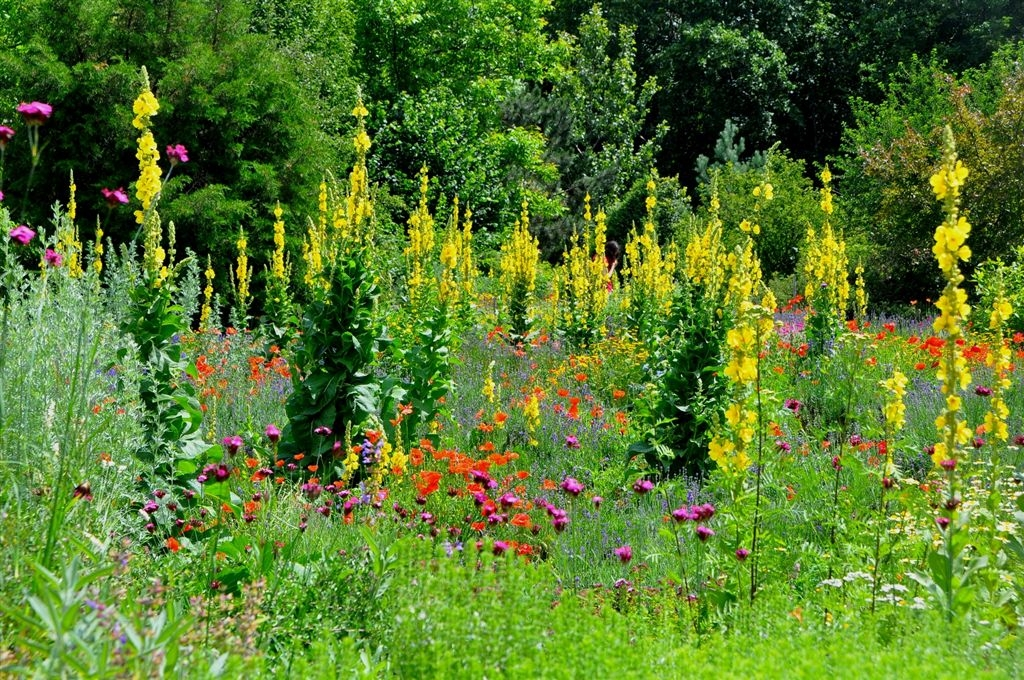
El Aromagarten Erlangen en junio.
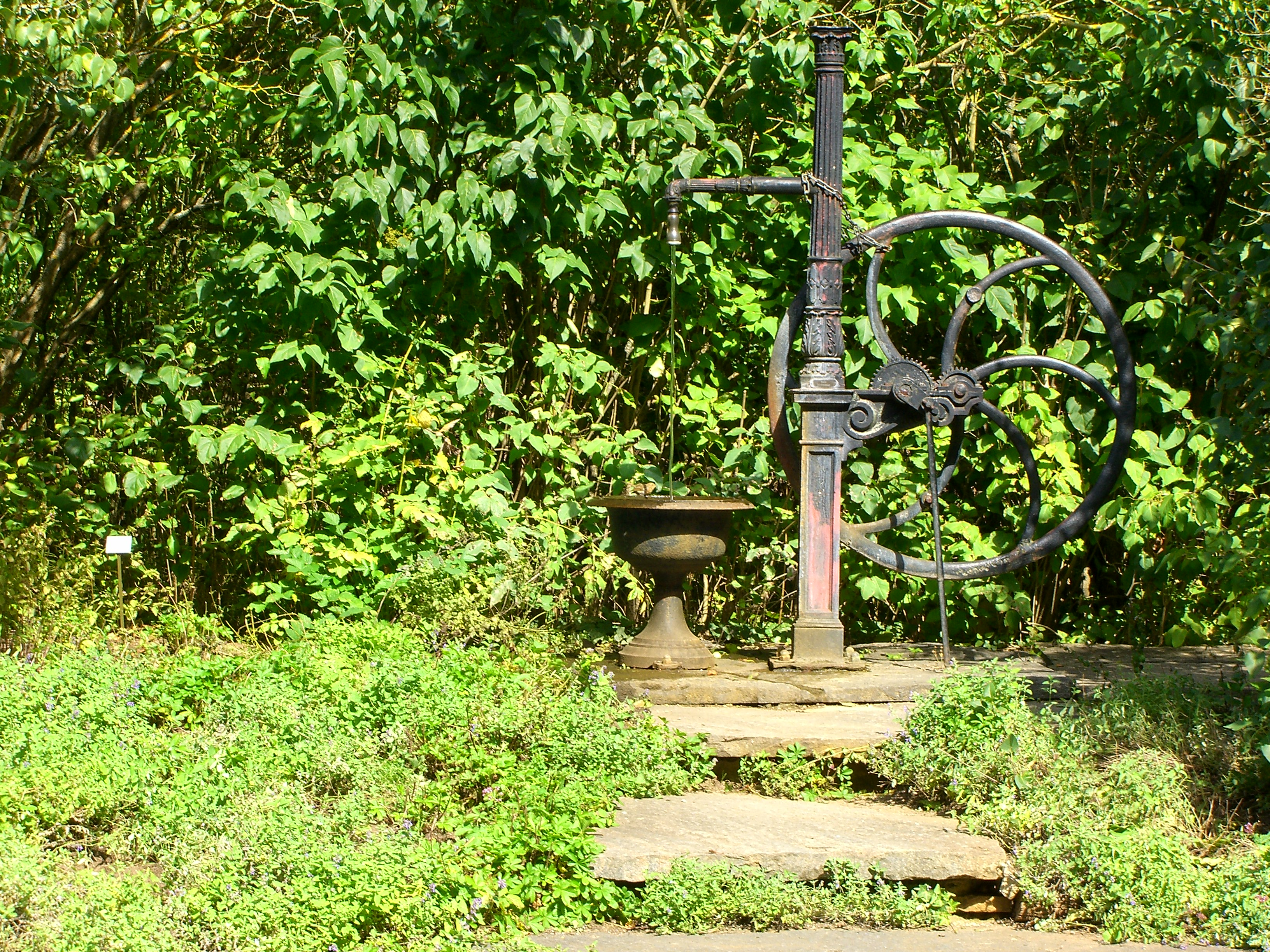
Fuente en el Aromagarten Erlangen.